# Julio Medem
Julio Medem Lafont (San Sebastián, País Vasco, 21 de octubre de 1958) es un director, guionista y productor de cine español. Su cine destaca por el punto de vista que adoptan los personajes ante un suceso inesperado.

## Biografía
Nació en el seno de una familia burguesa el 21 de octubre de 1958 en San Sebastián. Las raíces de Medem tienen diferentes orígenes: su padre, Julio Medem Sanjuán, es hijo de un alemán y de una valenciana, y su madre, Margarita Lafont Mendizábal, de un francés y de una vasca.
Vivió en su ciudad natal hasta el nacimiento de su segundo hermano, Alberto, momento en el que la familia se trasladó a Madrid. Allí estudió en el Colegio marianista Santa María del Pilar, en un ambiente elitista y acomodado. Su afición por el cine nació gracias a una cámara súper 8 con la que su padre, un virtuoso cineasta amateur, rodaba la vida de la familia. Por las noches, clandestinamente, Julio cogía la cámara para experimentar junto a su hermana Ana. Poco a poco y mediante el montaje de esos fotogramas el futuro director comenzó a descubrir la poderosa fascinación que es manejar el espacio y el tiempo, el atractivo que es crear una ficción de la nada con una modesta cámara de súper 8 y una pequeña moviola.
Era un estudiante aplicado pero a los 14 años se enamoró de una vecina que no le correspondió y sufrió un desamor que le afectó mucho en su vida y le llevó a escribir su primer poema y una novela llamada Mi primer día.
Tras este hecho se dedicó al deporte, donde se aficionó por el atletismo y sus diversas pruebas: mientras estudiaba COU consiguió la mejor marca española en 110 metros vallas[cita requerida] e incluso fue candidato para ser becado para los Juegos Olímpicos de 1976 en Montreal.
En 1976 conoce a la que sería su primera mujer, Lola Barrera.
A pesar de la aspiración por ser psiquiatra, desde pequeño fue un aficionado al cine y con su hermana Ana jugaban a hacer películas con la cámara en súper-8 de la familia. Sus primeros cortometrajes fueron: El ciego (1974), El jueves pasado (1977) y Fideos (1979) y más tarde, realiza otros cortometrajes del mismo formato durante su carrera, Si yo fuera poeta… (1981), Teatro en Soria (1982).
Al mismo tiempo, empieza a colaborar en las revistas Cinema 2002, Casablanca y en el periódico La voz de Euskadi realizando críticas cinematográficas.
En 1979 vuelve a San Sebastián para estudiar el segundo ciclo de medicina. Tres años más tarde termina la carrera, licenciándose en Medicina y Cirugía General por la Universidad del País Vasco. Más tarde realiza sus primeros cortometrajes en 35 mm. Patas en la cabeza (1985), producida por Luis Campoy y el propio Medem, consigue ganar el Premio de Cine Vasco y el Certamen Internacional de Cine Documental y Cortometraje de Bilbao. En este último concurso, pero un año más tarde, gana el Premio Telenorte con su galardonado cortometraje Las seis en punta (1987).
Desde ese año, Medem empieza a trabajar como colaborador de la Crónica de la segunda guerra carlista, producido por José María Tuduri, y en La espalda del cielo, cortometraje de Germán Beltrán. Realiza a la vez, el mediometraje Martín (1988) producido por Elías Querejeta y el documental El Diario Vasco. En una época de aislamiento y crisis económica de la familia de Medem, trabaja como montador en otro corto titulado El puente, dirigido por Koldo Eizagirre en 1990.
Tras esta serie de cortometrajes escribe el guion del largometraje Vacas y busca subvenciones públicas en Euskadi sin éxito, por lo que se va a Madrid donde consiguió financiación a través del Ministerio de Cultura mediante el Sistema de ayuda a la creación de guiones. A partir de ahí trata de encontrar productora, con nulo resultado. Al final, Fernando Garcillán, a través de Sogetel, aceptó. Este primer largometraje de Medem, rodado en Elizondo en 1992, obtuvo el Goya a la Mejor Dirección Novel, además de diversos galardones en los festivales de Tokio, Turín, Alejandría, Londres, Montreal.
A finales de mayo de 1992, se embarca en su segundo proyecto, La ardilla roja, guion que había escrito durante los dos años difíciles que precedieron el rodaje de Vacas. De nuevo consigue ayuda para la financiación gracias al Ministerio de Cultura y a Fernando Garcillán. Se estrena el 21 de abril de 1993. Una comedia de misterio en la que el amor y el sexo jugarán un papel importante y que obtuvo el Premio de la Juventud en el Festival de Cannes. El recorrido internacional de la película es imparable. Recomendado por Stanley Kubrick, recibió la propuesta de Steven Spielberg para dirigir El Zorro, pero finalmente la trayectoria y coherencia que quería seguir llevaron a Julio Medem a rechazar la oferta.
Poco antes del estreno de La ardilla roja nace su segunda hija, Alicia, afectada de síndrome de Down, hecho que será clave para la vida de Medem. Además la productora que creará cuatro años después, en 1997, llevará su nombre (Alicia Produce).
En 1994 rueda el videoclip de Antonio Vega Océano de sol. En febrero de 1995 (tras varios retrasos mientras se esperaba a Antonio Banderas, que finalmente no interpretó al protagonista, Ángel), se empezará a rodar el guion de Tierra, que no se estrenará hasta 1996. Se presentó ese mismo año en Cannes, donde fue recibida con una larguísima ovación del público en el pase oficial. Es aquí donde Medem conoce a la que será su segunda esposa, Montse Sanz, que fue ayudante de decoración en Tierra y, a partir de entonces, firmará la dirección artística de sus películas. En esa época, Medem se muda a Madrid.
Comienza la siguiente etapa con Los amantes del Círculo Polar (1998), su cuarto largometraje, que le brindó el reconocimiento del público y le consolidó como uno de los grandes valores de la cinematografía española. Además se proyectó con gran éxito en el Festival de Venecia. El trágico final de esta historia de amor le perseguía en sus pensamientos, así que en el siguiente guion quiso recuperar a la Ana que moría al final de este filme y darle vida en otra historia. Así encontró al personaje de Lucía.
Surge el proyecto de Lucía y el sexo (2001) con Paz Vega de protagonista. Esta película, rodada entre Madrid y la isla de Formentera y que inauguró un sistema de rodaje en alta definición, el HDCAM, que jamás se había utilizado para un largometraje en Europa, obtuvo un gran éxito en la taquilla española —cuarto lugar en 2001—, acompañado de un merecido reconocimiento a nivel internacional.
En 2003, Medem estrena su documental sobre el conflicto vasco que titulará La pelota vasca, la piel contra la piedra. Es la primera película producida completamente por Alicia Produce. Presentado en el Festival de Cine de San Sebastián en el apartado Especiales de Zabaltegi, el filme generó una gran polémica, entre otras cosas, porque dos de los entrevistados pidieron retirar del filme sus testimonios.
En este documental el conflicto vasco es analizado y comentado por setenta personas ante la cámara de Medem en típicos espacios de la geografía de Euskadi: frontones, acantilados, playas, montes de caseríos. Desde esta polifonía de voces Julio Medem compone un complejo tejido de opiniones y momentos históricos concebido desde un doble compromiso ético: la oposición a la violencia y la invitación a un diálogo político. Hay que destacar que es el documental más visto de la historia del cine español en salas comerciales, con más de 377000 espectadores.
¡Hay motivo!, producida en 2004, es la obra colectiva de 32 cortometrajes realizados por otros tantos directores y gente de cine. Una crítica sobre varios aspectos de la realidad española del momento, incidiendo en la política del gobierno de José María Aznar. Tuvo escasa repercusión en salas, pero cierto éxito en internet.
Entre tanto, Medem recibe dos reconocimientos más a su filmografía, uno en el marco del II Festival Internacional de Cine de Acapulco (México) y, por otro lado, el Instituto de Cine de Noruega le homenajeará con un ciclo.
En 2007 se estrena Caótica Ana, película inspirada en su hermana, que falleció en 2001 en un accidente de tráfico cuando se dirigía a inaugurar una exposición en Cariñena. Toma una vertiente más misteriosa dejando de lado el tono de comedia del principio. Además de a su hermana, está dedicada a su hija Alicia, con quien había realizado un breve cortometraje, En las ramas de Ana, para el proyecto medioambiental Natura Movies dentro del Notodofilm Festival.
La película, en la que invirtió mucho dinero propio y que le dejó en una situación económica difícil, no consiguió tener la cantidad de público a la que él aspiraba: "Tuvo 200.000 espectadores, una cifra por encima de la media de un filme español, pero estaba destinada por muchas razones a llegar a mucho más público", dijo en su momento.
Asumido el "fracaso" de su filme, quizás el  más personal, tras largos meses en los que se encerró a escribir (y después de una sincera confesión pública en el diario El País), regresó en enero de 2009 con su octavo largometraje, el séptimo de ficción, Room in Rome (Habitación en Roma), su primera historia rodada íntegramente en inglés y con una sencilla producción.
Con su productora Alicia Produce participa en el filme Yo, también (2009), elogiado en el Festival de San Sebastián y premiado con las Conchas de Plata a la Mejor Actriz (Lola Dueñas) y Mejor Actor (Pablo Pineda).
En 2010 recibió el Premio Retrospectiva en homenaje a su trayectoria, durante la celebración de la XIII edición del Festival de Málaga.
Aspasia, amante de Atenas es su primera novela. Publicada en marzo de 2012 por Espasa, esta obra nació ante la imposibilidad de transformar en película un guion sobre Pericles y su época.
Medem es autor del tercer episodio —La tentación de Cecilia— de la película colectiva 7 días en La Habana, presentada en Cannes 2012, en la que participaron otros seis famosos directores: Benicio del Toro, Pablo Trapero, Elia Suleiman, Gaspar Noé, Juan Carlos Tabío y Laurent Cantet.
En mayo de 2014 comenzó el rodaje de su largometraje Ma ma, protagonizado por Penélope Cruz, Luis Tosar y Asier Etxeandia. La película se estrenó el 11 de septiembre de 2015.
En 2018 se produce su regreso a la gran pantalla con El árbol de la sangre, una película coral (encabezada por Úrsula Corberó y Álvaro Cervantes en los papeles de Rebeca y Marc) en la que el creador vuelve a sus orígenes.
En 2019 participa en un episodio de la serie de Netflix Paquita Salas interpretándose a sí mismo.

## Recepción
En España casi todos los largometrajes dirigidos por Julio Medem se pueden ver a través de HBO Max, FlixOlé, así como en Netflix y Filmin.

## Filmografía como director

### Largometrajes
| Año  | Película                                      |
| ---- | --------------------------------------------- |
| 1992 | Vacas                                         |
| 1993 | La ardilla roja                               |
| 1996 | Tierra                                        |
| 1998 | Los amantes del círculo polar                 |
| 2001 | Lucía y el sexo                               |
| 2007 | Caótica Ana                                   |
| 2010 | Habitación en Roma                            |
| 2015 | Ma ma                                         |
| 2018 | El árbol de la sangre                         |
| 2024 | Minotauro. Picasso y las mujeres del Guernica |
| 2025 | 8                                             |

### Otros proyectos
| Año  | Película                                  | Notas                                |
| ---- | ----------------------------------------- | ------------------------------------ |
| 1974 | El ciego                                  | Cortometraje                         |
| 1977 | El jueves pasado                          | Cortometraje                         |
| 1979 | Fideos                                    | Cortometraje                         |
| 1981 | Si yo fuera poeta                         | Cortometraje                         |
| 1982 | Teatro en Soria                           | Cortometraje                         |
| 1985 | Patas en la cabeza                        | Cortometraje                         |
| 1987 | Las seis en punta                         | Cortometraje                         |
| 1988 | Martín                                    | Cortometraje                         |
| 2001 | Clecla                                    | Cortometraje                         |
| 2003 | La pelota vasca, la piel contra la piedra | Documental                           |
| 2004 | ¡Hay motivo!                              | Cortometraje                         |
| 2007 | En las ramas de Ana                       | Cortometraje                         |
| 2012 | 7 días en La Habana                       | Cortometraje                         |
| 2017 | El pelotari y la fallera                  | Cortometraje                         |
| 2023 | Jai Alai                                  | Serie de Televisión en preproducción |

## Nominaciones y premios
Premios Goya
| Año  | Categoría      | Película                                  | Resultado |
| ---- | -------------- | ----------------------------------------- | --------- |
| 1993 | Director novel | Vacas                                     | Ganador   |
| 1993 | Guion original | Vacas                                     | Candidato |
| 1997 | Director       | Tierra                                    | Candidato |
| 1998 | Guion original | Los amantes del Círculo Polar             | Candidato |
| 2000 | Película       | Lucía y el sexo                           | Candidato |
| 2000 | Director       | Lucía y el sexo                           | Candidato |
| 2000 | Guion original | Lucía y el sexo                           | Candidato |
| 2004 | Documental     | La pelota vasca, la piel contra la piedra | Candidato |
| 2005 | Documental     | ¡Hay motivo!                              | Candidato |
| 2011 | Guion adaptado | Habitación en Roma                        | Candidato |

Medallas del Círculo de Escritores Cinematográficos
| Año  | Categoría      | Película | Resultado |
| ---- | -------------- | -------- | --------- |
| 1992 | Guion original | Vacas    | Ganador   |

Premios Sant Jordi
| Año  | Categoría         | Película        | Resultado |
| ---- | ----------------- | --------------- | --------- |
| 1993 | Primer trabajo    | Vacas           | Ganador   |
| 1994 | Película española | La ardilla roja | Ganador   |

Festival Internacional de Cine de Cannes
| Año  | Categoría           | Película        | Resultado |
| ---- | ------------------- | --------------- | --------- |
| 1993 | Película extranjera | La ardilla roja | Ganador   |

Festival de Málaga
| Año  | Categoría            | Película             | Resultado |
| ---- | -------------------- | -------------------- | --------- |
| 2010 | Premio Retrospectiva | Premio Retrospectiva | Ganador   |

Festival Internacional de Cine de Huesca
| Año  | Premio                  | Resultado |
| ---- | ----------------------- | --------- |
| 2005 | Premio Ciudad de Huesca | Ganadora  |

- 2021
  - Julio Medem recibió el Mayahuel Iberoamericano en el marco del Festival Internacional de Cine en Guadalajara.